# Sierra de Ibio
Sierra de Ibio es una localidad del municipio de Mazcuerras, Cantabria (España), situada en la parte noreste del municipio, en la braña del Albino, a unos 110 metros de altitud. Dista 6 kilómetros de la capital municipal. Tiene una población de 141 habitantes y en ella vive Fede San Emeterio, futbolista profesional. Recibe su nombre de la cercana Loma de Ibio (de 798 metros de altitud). Junto con Herrera de Ibio, Ibio y Riaño de Ibio, forma el llamado «Concejón de Ibio». Esta localidad celebra San Roque el 16 de agosto.
En esta localidad se encontró una necrópolis de la época de la repoblación foramontana. En el Becerro de las Behetrías de 1351 Sierra de Ibio aparece mencionado como uno de los barrios de la colación de Ibio, que formaba parte del valle de Cabezón, a su vez integrante de la merindad de las Asturias de Santillana. 
Destaca en esta localidad una casa del siglo XVII con una portalada de cuatro arcos, balcón y blasón. Hay una capilla dedicada a San Roque, del siglo XVIII. El más conocido personaje nacido en esta localidad es el arquitecto Manuel Gutiérrez Vélez (1820-1875).

## Evolución demográfica
| 2000 | 2001 | 2002 | 2003 | 2004 | 2005 | 2006 | 2007 | 2008 |
| 146  | 148  | 143  | 146  | 148  | 144  | 140  | 140  | 141  |

| 2009 | 2010 | 2011 | 2012 | 2013 | 2014 | 2015 | 2016 | 2017 |
| 135  | 138  | 140  | 138  | 132  | 134  | 139  | 143  | 147  |

- Datos: Q6127783